# Classe Oregon City
La classe Oregon City était une classe de croiseurs lourds de l'United States Navy. À l'origine, il était prévu la construction de 10 unités mais seuls 4 navires furent effectivement construits dont un fut converti en navire de commandement durant la construction.

## Unités de la classe
Sur les 10 navires prévus, seuls 4 sont construits ; le Northampton est converti en navire de commandement durant sa construction.
| Nom         | Numéro de coque      | Chantier naval                        | Quille           | Lancement       | Mise en service  | Destin                            |
| ----------- | -------------------- | ------------------------------------- | ---------------- | --------------- | ---------------- | --------------------------------- |
| Oregon City | CA-122               | Bethlehem Steel à Quincy              | 8 avril 1944     | 9 juin 1945     | 16 février 1946  | Rayé des listes en novembre 1970. |
| Albany      | CA-123 / CG10        | Bethlehem Steel à Quincy              | 6 mars 1944      | 30 juin 1945    | 15 juin 1946     | Rayé des listes en juin 1985.     |
| Rochester   | CA-124               | Bethlehem Steel à Quincy              | 29 mai 1944      | 28 août 1945    | 20 décembre 1946 | Rayé des listes en octobre 1973.  |
| Northampton | CA-125 / CLC-1 / CC1 | Bethlehem Steel à Quincy              | 31 août 1944     | 27 janvier 1951 | 7 mars 1953      | Rayé des listes en décembre 1977. |
| Cambridge   | CA-126               | Bethlehem Steel à Quincy              | -                | -               | -                | Annulé en août 1945.              |
| Bridgeport  | CA-127               | Bethlehem Steel à Quincy              | -                | -               | -                | Annulé en août 1945.              |
| Kansas City | CA-128               | Bethlehem Steel à Quincy              | 9 juillet 1945   | -               | -                | Annulé en août 1945.              |
| Tulsa       | CA-129               | Bethlehem Steel à Quincy              | -                | -               | -                | Annulé en août 1945.              |
| Norfolk     | CA-136               | Philadelphia Navy Yard à Philadelphie | 27 décembre 1945 | -               | -                | Annulé en août 1945.              |
| Scranton    | CA-137               | Philadelphia Navy Yard à Philadelphie | 27 décembre 1945 | -               | -                | Annulé en août 1945.              |